# Soline (Župa dubrovačka)
Soline är ett samhälle i kommunen Župa dubrovačka i Kroatien. Samhället har 268 invånare (2011).